# Les Fiancés (film, 1963)
Pour les articles homonymes, voir Les Fiancés (homonymie).
Pour plus de détails, voir Fiche technique et Distribution.
Les Fiancés (titre original italien : I fidanzati) est un film italien réalisé par Ermanno Olmi, sorti en 1963.

## Synopsis
Giovanni, ouvrier qualifié à Milan, quitte sa ville et sa fiancée Liliana pour aller travailler comme soudeur en Sicile et gagner plus d'argent. Ses sentiments sont mêlés de tristesse et de soulagement, car, avec Liliana, ses rapports semblent s'enliser dans la monotonie et les habitudes. Mais, une fois installé en Sicile, il doit affronter la solitude et le contexte culturel environnant, qu'il ne comprend guère... Liliana lui envoie une première lettre, à laquelle il répond pourtant, lui qui n'a pas l'habitude d'écrire. Désormais, ils correspondent régulièrement et cet échange de missives contribue à les rapprocher...

## Fiche technique
- Titre du film : Les Fiancés
- Titre original : I fidanzati
- Réalisation et scénario : Ermanno Olmi
- Script-girl : Anna Pighini
- Directeur de la photographie : Lamberto Caimi, noir et blanc
- Cameraman : Roberto Seveso
- Assistant opérateur : Angelo Scorta
- Musique composée et dirigée par : Gianni Ferrio
- Décors : Ettore Lombardi, Antonio Visone
- Montage : Carla Colombo
- Son : Guido Nardone
- Producteur : Goffredo Lombardo
- Directeur de production : Alberto Soffientini
- Sociétés de production : Titanus / Sicilia Cinematografica / 22 Dicembre/
- Sociétés de distribution 
  -  Italie : Titanus
  -  France : Compagnie Française de Distribution Cinématographique (CFDC)
- Durée : 77 minutes
- Pays d'origine :  Italie
- Année de réalisation : 1963
- Genre : Film dramatique

## Distribution
- Carlo Cabrini : Giovanni
- Anna Canzi : Liliana

## Récompenses et distinctions
- Prix de l'Office catholique du cinéma au Festival de Cannes 1963[1]

## Commentaires
Avec I fidanzati, Ermanno Olmi traite du retard économique (mais aussi d'un décalage culturel) de la Sicile, autour des années cinquante, à travers le regard d'un ouvrier issu de l'Italie du Nord. Ce travailleur milanais venu doubler son salaire sur un des chantiers patronnés par les grandes firmes industrielles du Nord, demeure, tout au long du film, un étranger incapable de comprendre une mentalité et des coutumes différentes des siennes. Malgré la simplicité de l'anecdote, Olmi nous livre une « généreuse réflexion » sur deux êtres, sur l'Italie et sur le monde, « à partir de nuances, de notations furtives, d'atmosphères délicatement captées » (Freddy Buache).